# Sweden Sans

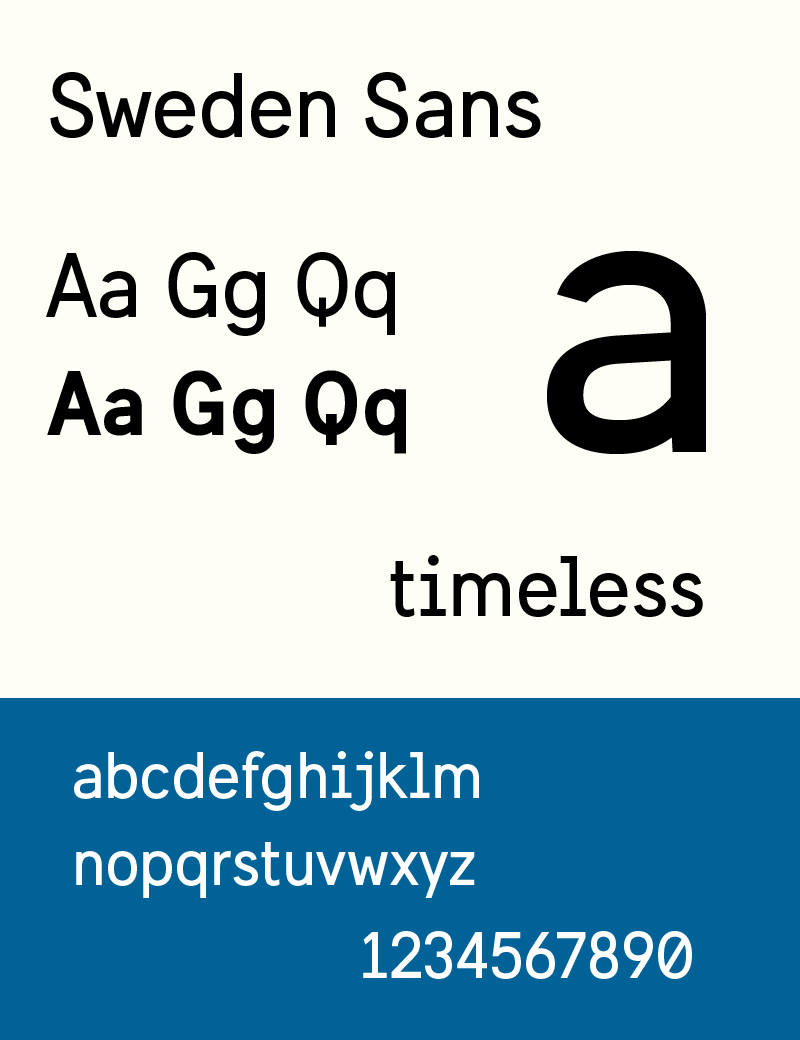

Sweden Sans är ett sans-serif typsnitt utvecklat av Söderhavet designbyrå för exklusivt bruk av svenska myndigheter, statliga byråer och företag.